# 7086 Bopp
A 7086 Bopp (ideiglenes jelöléssel 1991 TA1) egy kisbolygó a Naprendszerben. Carolyn Shoemaker és Eugene Merle Shoemaker fedezte fel 1991. október 5-én.